# St. Mariae Himmelfahrt (Mariaweiler)

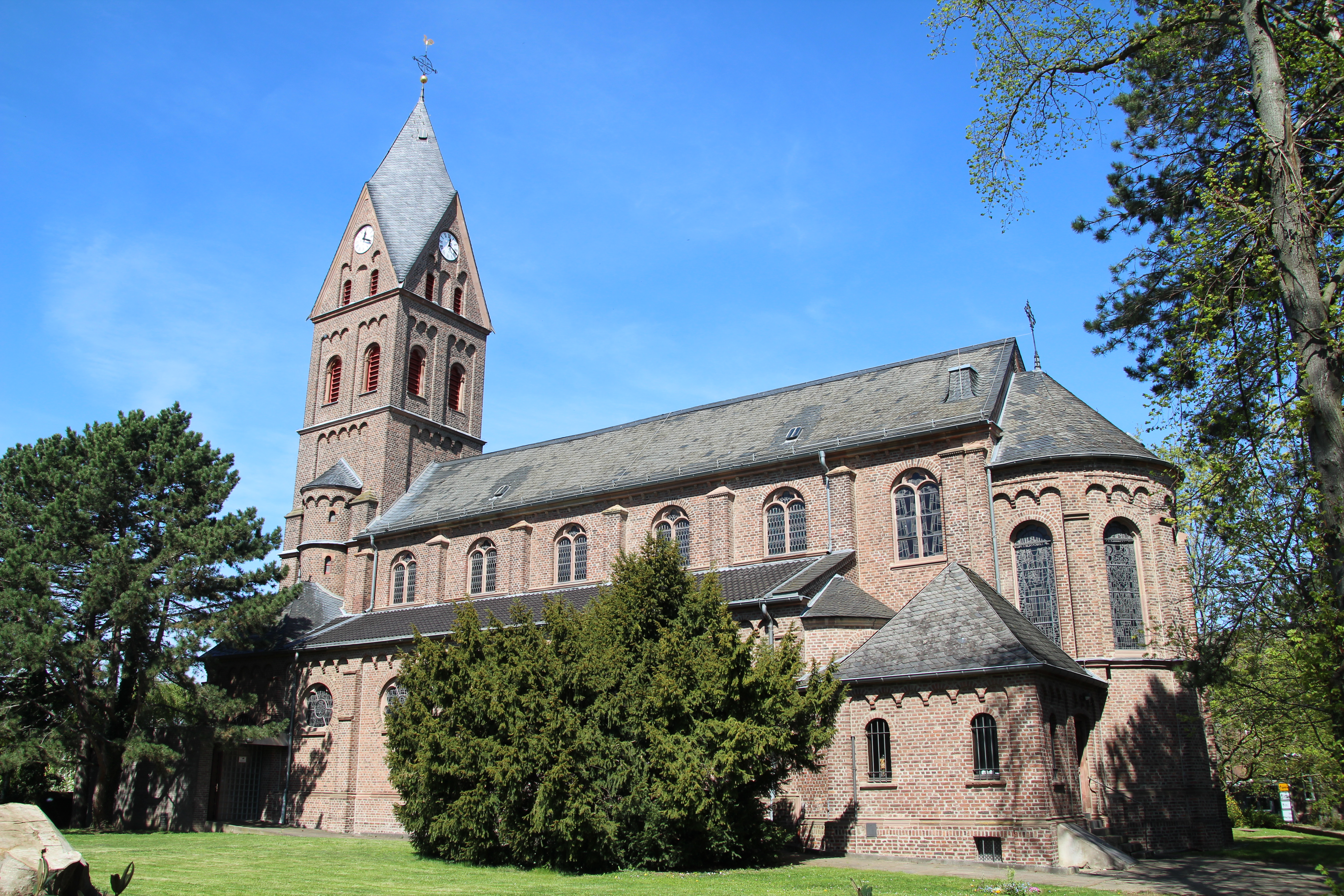
St. Mariä Himmelfahrt in Mariaweiler

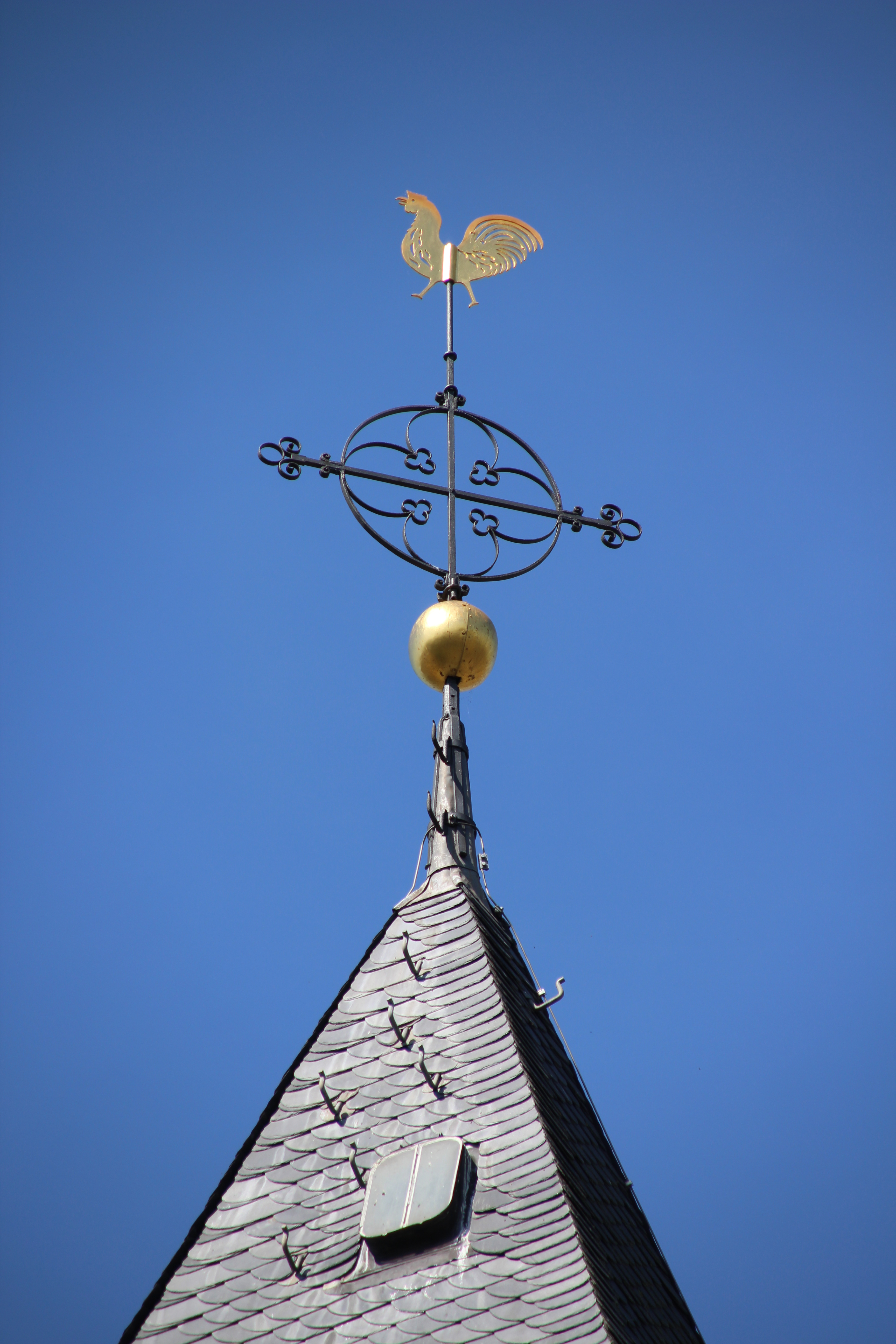
Turmkreuz

St. Mariae Himmelfahrt ist eine römisch-katholische Pfarrkirche im Dürener Stadtteil Mariaweiler im Kreis Düren, Nordrhein-Westfalen. Sie wurde zwischen 1878 und 1879 nach Plänen von August Carl Lange erbaut. Die Kirche ist der Himmelfahrt Mariens geweiht und unter Nr. 9/005 in die Liste der Baudenkmäler in Düren eingetragen.

## Lage
Die Pfarrkirche befindet sich im Ortszentrum von Mariaweiler auf einer erhöhten Position an der Ecke Lommessemstraße / An Gut Nazareth (L 13).

## Allgemeines
Eine Kirche in Mirwilre wurde erstmals 1308 im liber valoris erwähnt. Schon zu dieser Zeit war Mariaweiler eigenständige Pfarrei im Dekanat Jülich, Erzbistum Köln. Pfarrpatron war der hl. Maternus. Die Patronatsrechte besaß zunächst die Äbtissin des Kölner Ursula-Stifts, 1340 wurde die Kirche dem Kloster Schwarzenbroich inkorporiert, was Papst Clemens VI. in einer Urkunde von 1351 bestätigt.
Mindestens seit dem 15. Jahrhundert bestand direkt neben der Kirche das Franziskanerinnenkloster Nazareth, welches 1802 durch die Franzosen aufgelöst worden war. In diesem Kloster wurde besonders Maria verehrt. Vermutlich deshalb kam es um 1790 zu einer Umbenennung des Ortes in Mariaweiler und auch zu einem Patroziniumwechsel vom hl. Maternus zu Mariä Himmelfahrt.
1804 wurde die Pfarre bei der Errichtung des Bistums Aachen bereits Mariä Himmelfahrt genannt. Zwischen 1802 und 1825 gehörte die Pfarre zum ersten Bistum Aachen und kam danach wieder an das wiedererrichtete Erzbistum Köln. Seit 1930 gehört Mariaweiler zum Bistum Aachen.
Bis 1962 gehörte auch die Filialgemeinde Herz Jesu in Hoven zum Pfarrbezirk. Am 1. Juli 1962 wurde diese Filiale von Mariaweiler abgetrennt und zur eigenständigen Pfarrei erhoben.

## Baugeschichte
Über die um 1308 erwähnte Pfarrkirche ist nur bekannt, dass sie sich direkt zwischen der heutigen Kirche und der Straße An Gut Nazareth befand.
Mitte des 19. Jahrhunderts wurde ein Neubau beschlossen und direkt neben die alte Kirche zwischen 1878 und 1879 die heutige Pfarrkirche nach Plänen des Architekten August Carl Lange erbaut. Anschließend wurde die alte Kirche abgerissen.
Die Schäden des Zweiten Weltkriegs waren bis 1957 behoben. 1982 erfolgte eine Umgestaltung des Chorraums nach Plänen des Architekten Jean Keller.

## Baubeschreibung

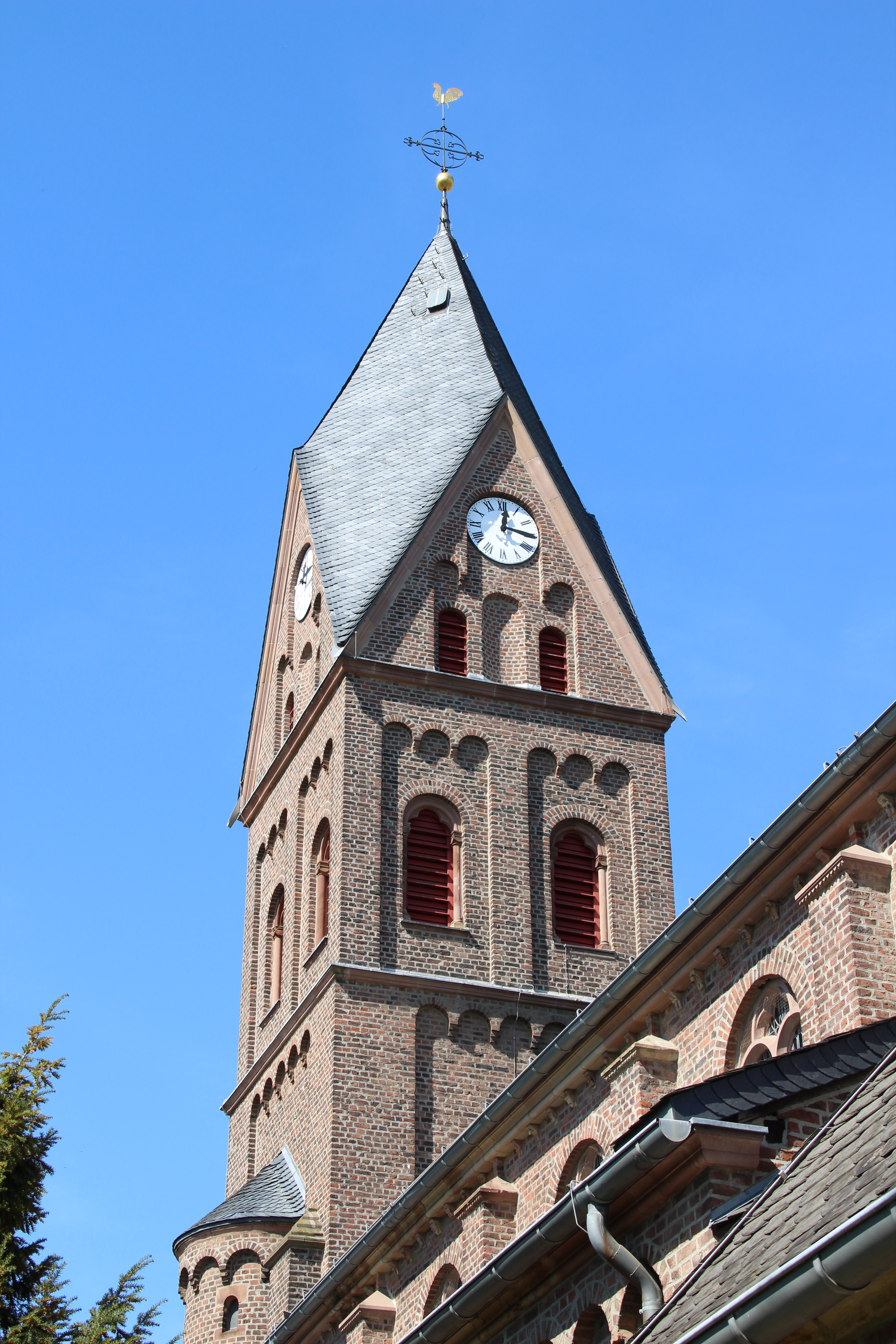
Glockenturm

St. Mariä Himmelfahrt ist eine dreischiffige und sechsjochige Basilika aus Backsteinen in Formen der Neuromanik. Im Osten befindet sich der einjochige Chor, der mit einer halbrunden Apsis schließt. Die Seitenschiffe schließen an der Ostseite ebenfalls mit je einer Apsis. An der Nord- und Südwand des Chors sind Sakristeien angebaut. Im Westen befindet sich der eingezogene und viergeschossige Glockenturm, der ein Rhombendach besitzt. Die Kirche hat insgesamt 170 Sitz- und 300 Stehplätze.

## Ausstattung
In der Kirche ist eine kunstvoll gefasste Reliquie des hl. Maternus vorhanden. Seine legendenhafte Erweckung vom Tod durch den Stab des hl. Petrus ist in einem Chorfenster der Kirche dargestellt. Von der Ausstattung ist eine Pieta aus dem 15. Jahrhundert erwähnenswert. Sie stammt aus dem Kloster Nazareth. Von der Ausmalung aus Anfang des 20. Jahrhunderts haben sich die zwei Fresken Moses betet vor der Schlacht und Jesus betet am Ölberg im Chorraum erhalten. Im südlichen Seitenschiff wird eine Bischofsweihe dargestellt.
Der Altar aus Marmor sowie der achteckige Tabernakel aus rotem Marmor sind Werke des Künstlers Rudolf Peer aus Sürth. Der Taufstein in Kelchform ist eine Barockarbeit aus dem Jahr 1721 und wurde aus der alten Kirche übernommen. Der Deckel wurde 1977 von Sepp Hürten angefertigt.
Der Kirchberger Künstler Matthias Esser schuf 1985 und 1986 für den Chorraum den Ambo, zwei dreiarmige Leuchter, das Altarkreuz, einen Osterleuchter und eine Ewig-Licht-Ampel.
Die Buntglasfenster sind Werke von Ernst Jansen-Winkeln aus dem Jahr 1964 und stellen religiöse Motive dar.

## Orgel
Die Orgel wurde 1992 von der Firma Orgelbau Romanus Seifert & Sohn in Kevelaer erbaut. Das Instrument hat 15 Register und 3 Transmissionen auf zwei Manualen und Pedal. Die Spieltrakturen und Registertrakturen sind mechanisch.
| I Hauptwerk C–g3 |       |
| Bourdon          | 16′   |
| Prinzipal        | 8′    |
| Spitzflöte       | 8′    |
| Quintatön        | 8′    |
| Viola da Gamba   | 8′    |
| Oktave           | 4′    |
| Rohrflöte        | 4′    |
| Nasard           | 2 ⁄3′ |
| Superoktave      | 2′    |
| Mixtur IV        |       |
| Trompete         | 8′    |

| II Brustwerk C–g3 |    |
| Metallgedackt     | 8′ |
| Blockflöte        | 4′ |
| Prinzipal         | 2′ |
| Cornett III       |    |

| Pedal C–f1 |     |
| Bourdon    | 16′ |
| Spitzflöte | 8′  |
| Oktave     | 4′  |

| I Hauptwerk C–g3 |       |
| Bourdon          | 16′   |
| Prinzipal        | 8′    |
| Spitzflöte       | 8′    |
| Quintatön        | 8′    |
| Viola da Gamba   | 8′    |
| Oktave           | 4′    |
| Rohrflöte        | 4′    |
| Nasard           | 2 ⁄3′ |
| Superoktave      | 2′    |
| Mixtur IV        |       |
| Trompete         | 8′    |

| II Brustwerk C–g3 |    |
| Metallgedackt     | 8′ |
| Blockflöte        | 4′ |
| Prinzipal         | 2′ |
| Cornett III       |    |

| Pedal C–f1 |     |
| Bourdon    | 16′ |
| Spitzflöte | 8′  |
| Oktave     | 4′  |

## Pfarrer
Folgende Pfarrer wirkten bislang an St. Mariä Himmelfahrt als Seelsorger:
| von – bis | Name                                      |
| --------- | ----------------------------------------- |
| 1827–1864 | Heinrich Joseph Mödersheim                |
| 1864–1888 | Johann Theodor Joseph Lindenlauf          |
| 1888–1898 | Johann Jakob Lindenlauf                   |
| 1898–1916 | Johann Baptist Krumbach                   |
| 1916–1922 | Kaspar Fasbender † 15.02.1944             |
| 1922–1931 | Wilhelm Firmenich † 05.04.1932            |
| 1931–1939 | Heinrich Lennartz † 05.02.1966            |
| 1939–1940 | Werner Franken † 12.11.1940               |
| 1940–1965 | Georg Roeben † 01.12.1965                 |
| 1965–1968 | Peter Gossen † 12.11.1968                 |
| 1969–1988 | Pater Josef Hubert Lochtmann † 22.07.1997 |
| 1988–2006 | Heinz Josef Biste                         |
| 2006–2010 | Heinrich Plum                             |
| Seit 2011 | Norbert Glasmacher                        |